# لويس دياز
لويس دياز (بالإسبانية: Luis Eugenio Díaz Fuenzalida)‏ (23 مارس 1978 بكوريكو في تشيلي - ) هو مدرب كرة قدم ولاعب كرة قدم تشيلي في مركز الهجوم. لعب مع كولو-كولو ونادي أونيفرسيداد كاتوليكا وديبورتيس أنتوفاغاستا.

## وصلات خارجية
- لويس دياز على موقع قاعدة بيانات كرة القدم.إي يو (الإنجليزية)